# 上拜赖基
上拜赖基（匈牙利語：Felsőberecki）是匈牙利包尔绍德-奥包乌伊-曾普伦州所辖的一个村，与下拜赖基相邻。总面积3.53平方公里，总人口290，人口密度82.2人/平方公里（2011年1月1日）。